# فرضية تطوير القدرة التنافسية المتزايدة
فرضية تطوير القدرة التنافسية المتزايدة (EICA) تم اقتراحها لأول مرة عن طريق بيرند بلوسي ورولف نوتزولد في عام 1995 كوسيلة لشرح نجاح الأنواع غير الأصلية المجتاحة (خصوصًا النباتات). من خلال ملاحظة 1) أنه غالبًا ما توجد فترة تأخر بين وقت ظهور الأنواع المجتاحة والنقطة التي يتم اعتبار أنها مجتاحة، و2) تبدو النباتات المجتاحة أكثر سمية في المواطن التي ظهرت بها (مقارنة بمواطنها الأصلية)، ومن هنا افترض العلماء نوعًا من أنواع التجنيس من خلال تعديل النباتات غير الأصلية. ونظرًا لنقص الافتراس في المواطن الأصلية، كما رأى العلماء، تستطيع النباتات التي تظهر إعادة تخصيص الموارد من آليات دفاع إلى آليات للنمو والتطوير. وبالتالي، يمكن أن تتطور النباتات التي تظهر بحيث تصبح أطول وتنتج كتلة حيوية أكبر، بالإضافة إلى توفير ناتج قابل للحياة مقارنة بنظيراتها الأصلية، وذلك حسب الفرضية.
وقد اختبر بلوسي ونوتزولد فرضيتهما على عود الريح الأرجواني (Lythrum salicaria)من خلال زراعة بذور من نباتات تنمو في إيثاكا في نيويورك بالولايات المتحدة الأمريكية ولوسيل في سويسرا، ويتم ذلك في إصيص. وقد تم تعريض البذور للإنتاش (إنبات) في معمل في جامعة كريستيان ألبيرشتس في كييل، في شمال ألمانيا، وتم إخضاعها للملاحظة على مدار عامين. ومما يثبت تنبؤات فرضية تطوير القدرة التنافسية المتزايدة، أنتجت النباتات المأخوذة من إيثاكا كتلة حيوية أكبر من النباتات المأخوذة من لوسيل (حيث كانت قيمة الاحتمالية <0.001). كما نمت كذلك نباتات عود الريح الأرجواني المأخوذة من إيثاكا لتكون أطول وأقل مقاومة للسوسة التي تتغذى على الجذور، والموجودة في المجموعة الأصلية لها.

## الأهمية
على خلاف الأفكار الهامة (التي تتعلق بنجاح الكائنات الحية المجتاحة غير الأصلية) التي سبقت تلك الفرضية، مثل فرضية التحرير من الأعداء (ERH)] وفرضية التعود التي وضعها داروين، تفترض فرضية تطوير القدرة التنافسية المتزايدة أن الأنواع المجتاحة لا تكون لائقة أو مستعدة (في الموطن الجديد لها) في لحظة ظهورها كما هو حالها في وقت النظر إليها على أنها نباتات مجتاحة. وكما يتضح من اسم الفرضية (تطوير القدرة التنافسية المتزايدة)، تتوقع الفرضية أن الكثير من القدرات الاجتياحية للأنواع الاجتياحية يتم اشتقاقها من القدرة على التطور لإعادة تخصيص الموارد المتاحة.
وهذه الفكرة مثيرة للقلق حيث إنها تضيف متغيرًا جديدًا إلى «القدرة الاجتياحية»، مما يجعل من الأصعب توقع هل تصبح الأنواع اجتياحية أم لا إذا ظهرت في منطقة جديدة. وبمعنى آخر، تقدم لنا فرضية تطوير القدرة التنافسية المتزايدة مشكلة جديدة فيما يتعلق بالسلامة البيئية. فهذه النظرية تفترض، على المدى البعيد، أن الأنواع التي تظهر قد تكون أكثر تنظيمًا مما هي عليه في الوقت الحالي، لأنه لا توجد مجموعة خلال (النمط الظاهري) أو نمط للظهور يمكنه توقع المدى الذي يمكن أن يقوم به الكائن الحي بإعادة تخصيص موارده استجابة للتحرر من الضغوط الواقعة عليه.

## الدعم والمراجعة العلمية
منذ ظهور بحث بيرند بلوسي ورولف نوتزولد، «تطور القدرة التنافسية في النباتات الاجتياحية غير الأصلية: فرضية» (Evolution of increased competitive ability in invasive nonindigenous plants: a hypothesis) في عام 1995، قوبل هذا البحث بدرجات مختلفة من الحماسة. وقد تم ذكر هذا البحث في أكثر من 368 مقالة في المجلات العلمية، بما في ذلك المقالات النقدية، كما تم اختبار الفرضية باستخدام أنواع نماذج مختلفة، كما تم توسيع وإعادة صياغة النظرية. ومن بين أنواع النماذج التي تم تقييم الفرضية عليها في فترات قريبة (في شكلها الأصلي) يأتي Solidago gigantea (جولدينرود العملاق)، وSapium sebiferum (الودك الصيني)، وLepidium draba (الحُرف). ومن بين نماذج الأنواع الثلاثة هذه، اتفق نجاح وسلوكيات Sapium sebifurum بشدة مع افتراضات فرضية تطوير القدرة التنافسية المتزايدة، وفقًا للباحثين الذين قاموا بإجراء الدراسة.
وفي هذه الدراسة، لم يتم شرح نجاح وسلوك Solidago gigantea بشكل جزئي إلا من خلال فرضية تطوير القدرة التنافسية المتزايدة، وفقًا للباحثين القائمين عليها.
واتضح أن Lepidium draba لم يتبع أيًا من افتراضات فرضية تطوير القدرة التنافسية المتزايدة، كما فهمها الباحثون القائمون على الدراسة.
ومن خلال معظم الدراسات التي تم إجراؤها حول فرضية تطوير القدرة التنافسية المتزايدة (انظر الأمثلة الموضحة أعلاه)، اتضح أنها تعني أن أنواع النباتات الاجتياحية الناتجة التي ظهرت في مناطق جديدة لها كانت أقل قدرة على مواكبة ضغوط العاشبات من النباتات الأصلية من نفس الأنواع، مما يقترح أن الأنواع المجتاحة تستجيب للاصطفاء الطبيعي المتسارع بعد التحرر من الضغط الانتقائي للعاشبات المتخصصة، وتكون لديها القدرة على إعادة تخصيص الموارد بعيدًا عن أشكال الدفاع الخاصة. ومع ذلك، لا تنتج كل هذه الأنواع التي ظهرت في غير موطنها كتلة حيوية كبيرة للغاية عن الأنواع الأصلية التي تتبعها في الظروف المعملية. ويمكن أن تضفي دراسة أجراها بوسدورف وآخرون في عام 2004 حول Alliaria petiolata (خل الثوم)  بعض الرؤى حول هذا التناقض. فقد قام بوسدورف وآخرون بزراعة بذور من نباتات Alliaria petiolata (الخردل والثوم) أصلية وأخرى مزروعة في غير موطنها في إصيص وأدخلها في منافسة مباشرة مع بعضها البعض في المعمل (أي تمت زراعة النباتات الأصلية وتلك المزروعة في غير موطنها في نفس الإصيص وفي نفس التربة، وتم تعريضها لنفس وسائل التعامل)، وقد وجدوا أنه في المنافسة المباشرة، تمكنت النباتات الأصلية من التغلب على النباتات الاجتياحية. وقد اقترح بوسدورف وآخرون أن هذه الملاحظة يمكن أن تنتج عن حقيقة أنه توجد تكلفة صلاحية للخلال تزيد مما يطلق عليه اسم «القدرة التنافسية». ووفقًا لهذا الاقتراح، فقد تطورت الأنواع الاجتياحية من نباتات Alliaria petiolata للاستمتاع بدرجة صلاحية أعلى (بما يشبه Lythrum Salicaria) في النطاق الجديد الذي ظهرت فيه على حساب بعض آليات الدفاع المعينة وعلى حساب بعض أوجه النمو والتطوير (على العكس من Lythrum Salicaria). وبالتالي، يمكن أن يكون نطاق فرضية تطوير القدرة التنافسية المتزايدة ضيقًا للغاية، ويجب إعادة صياغتها للتركيز على قدرة الأنواع الاجتياحية على إعادة تخصيص مواردها لامتلاك ميزة صلاحية يمكن أن تشتمل أو لا تشتمل على النمو والتطور بقوة.